# نايجل فنتون بالمر
نايجل فنتون بالمر (بالإنجليزية: Nigel F Palmer)‏ هو أستاذ جامعي بريطاني، ولد في 28 أكتوبر 1946.